# NoeClone
NoeClone 是一個跨平台的商業生物信息學軟件，结合了所有主要的生物信息學分析工具，并提供一個计算机平台的虚拟克隆方式。

## 主要特点
- 序列比對和序列觀看
- 质粒绘图
- Motif搜索和開放讀碼框（ORF）
- 凝胶电泳模拟装置
- 限制性內切酶分析
- PCR引物設計
- 高通量克隆
- 支持最先进的TOPO克隆与Gateway克隆

## 外部連結
- NoeGen官方網站（页面存档备份，存于）
- List of phylogeny software（页面存档备份，存于），hosted at the University of Washington